# Austin Croshere
Austin Nathan Croshere (Los Angeles, 1º maggio 1975) è un ex cestista statunitense.

## Carriera
È stato selezionato dagli Indiana Pacers al primo giro del Draft NBA 1997 (12ª scelta assoluta).
Con gli Stati Uniti ha disputato le Universiadi di Fukuoka 1995.

## Statistiche

### College
| Anno      | Squadra           | PG  | PT | MP   | TC%  | 3P%  | TL%  | RP  | AP  | PRP | SP  | PP   |
| --------- | ----------------- | --- | -- | ---- | ---- | ---- | ---- | --- | --- | --- | --- | ---- |
| 1993-1994 | Providence Friars | 25  | 0  | 9,3  | 40,0 | 32,3 | 72,5 | 2,2 | 0,1 | 0,2 | 0,3 | 4,6  |
| 1994-1995 | Providence Friars | 30  | 4  | 19,0 | 45,9 | 34,1 | 77,6 | 4,9 | 1,1 | 0,6 | 0,5 | 10,2 |
| 1995-1996 | Providence Friars | 30  | -  | 28,8 | 42,1 | 33,3 | 85,2 | 5,8 | 1,1 | 1,5 | 0,9 | 15,3 |
| 1996-1997 | Providence Friars | 36  | 36 | 33,1 | 45,5 | 34,9 | 88,8 | 7,5 | 1,5 | 1,1 | 0,7 | 17,9 |
| Carriera  | Carriera          | 121 | 40 | 23,6 | 44,0 | 34,0 | 84,3 | 5,3 | 1,0 | 0,9 | 0,6 | 12,6 |

### NBA

#### Regular Season
| Anno      | Squadra           | PG  | PT | MP   | TC%  | 3P%  | TL%  | RP  | AP  | PRP | SP  | PP   |
| --------- | ----------------- | --- | -- | ---- | ---- | ---- | ---- | --- | --- | --- | --- | ---- |
| 1997-1998 | Indiana Pacers    | 26  | 0  | 9,3  | 37,2 | 30,8 | 57,1 | 1,7 | 0,3 | 0,3 | 0,2 | 2,9  |
| 1998-1999 | Indiana Pacers    | 27  | 0  | 9,2  | 42,7 | 27,6 | 87,0 | 1,7 | 0,4 | 0,3 | 0,3 | 3,4  |
| 1999-2000 | Indiana Pacers    | 81  | 14 | 23,3 | 44,1 | 36,2 | 84,8 | 6,4 | 1,1 | 0,5 | 0,7 | 10,3 |
| 2000-2001 | Indiana Pacers    | 81  | 23 | 23,1 | 39,4 | 33,8 | 86,6 | 4,8 | 1,1 | 0,4 | 0,6 | 10,1 |
| 2001-2002 | Indiana Pacers    | 76  | 1  | 16,9 | 41,3 | 33,8 | 85,1 | 3,9 | 1,0 | 0,3 | 0,4 | 6,8  |
| 2002-2003 | Indiana Pacers    | 49  | 0  | 12,9 | 41,1 | 39,1 | 81,5 | 3,2 | 1,1 | 0,1 | 0,3 | 5,1  |
| 2003-2004 | Indiana Pacers    | 77  | 0  | 13,6 | 38,8 | 38,9 | 89,4 | 3,2 | 0,7 | 0,3 | 0,2 | 5,0  |
| 2004-2005 | Indiana Pacers    | 73  | 22 | 25,0 | 37,8 | 25,9 | 88,3 | 5,1 | 1,3 | 0,7 | 0,2 | 8,9  |
| 2005-2006 | Indiana Pacers    | 50  | 26 | 23,0 | 46,3 | 38,6 | 88,2 | 5,3 | 1,2 | 0,4 | 0,1 | 8,2  |
| 2006-2007 | Dallas Mavericks  | 61  | 2  | 11,9 | 35,1 | 28,6 | 86,5 | 3,0 | 0,7 | 0,2 | 0,1 | 3,7  |
| 2007-2008 | G.S. Warriors     | 44  | 0  | 10,4 | 44,5 | 36,1 | 90,6 | 2,4 | 0,7 | 0,2 | 0,1 | 3,9  |
| 2008-2009 | Milwaukee Bucks   | 11  | 0  | 7,0  | 40,0 | 45,5 | 63,6 | 2,2 | 0,5 | 0,1 | 0,1 | 3,3  |
| 2008-2009 | San Antonio Spurs | 3   | 0  | 7,7  | 22,2 | 0,0  | 0,0  | 3,3 | 1,0 | 0,0 | 0,0 | 1,3  |
| Carriera  | Carriera          | 659 | 88 | 17,4 | 40,7 | 34,0 | 86,1 | 4,0 | 1,0 | 0,4 | 0,3 | 6,8  |

#### Playoffs
| Anno     | Squadra          | PG | PT | MP   | TC%  | 3P%  | TL%  | RP  | AP  | PRP | SP  | PP   |
| -------- | ---------------- | -- | -- | ---- | ---- | ---- | ---- | --- | --- | --- | --- | ---- |
| 1999     | Indiana Pacers   | 1  | 0  | 1,0  | 0,0  | -    | 100  | 1,0 | 0,0 | 0,0 | 0,0 | 1,0  |
| 2000     | Indiana Pacers   | 23 | 2  | 21,3 | 41,8 | 40,5 | 83,9 | 4,7 | 0,8 | 0,4 | 0,7 | 9,4  |
| 2001     | Indiana Pacers   | 4  | 0  | 32,3 | 40,0 | 20,0 | 86,7 | 5,0 | 1,5 | 1,0 | 0,5 | 10,8 |
| 2002     | Indiana Pacers   | 4  | 0  | 14,8 | 40,0 | 33,3 | 75,0 | 3,5 | 0,5 | 0,3 | 0,3 | 6,0  |
| 2003     | Indiana Pacers   | 4  | 0  | 11,5 | 26,3 | 0,0  | 85,7 | 4,3 | 0,8 | 0,0 | 0,3 | 4,0  |
| 2004     | Indiana Pacers   | 13 | 2  | 16,5 | 34,5 | 33,3 | 81,0 | 3,1 | 0,9 | 0,3 | 0,2 | 4,8  |
| 2005     | Indiana Pacers   | 10 | 0  | 8,8  | 40,0 | 50,0 | 83,3 | 1,7 | 0,0 | 0,4 | 0,1 | 2,5  |
| 2006     | Indiana Pacers   | 6  | 2  | 29,2 | 31,6 | 39,1 | 88,9 | 3,7 | 1,2 | 0,8 | 0,0 | 8,2  |
| 2007     | Dallas Mavericks | 3  | 0  | 11,3 | 33,3 | 75,0 | 100  | 2,0 | 0,0 | 0,0 | 0,0 | 5,0  |
| Carriera | Carriera         | 68 | 6  | 18,2 | 37,9 | 36,0 | 84,4 | 3,6 | 0,7 | 0,4 | 0,4 | 6,7  |